# Androsace hemisphaerica
Androsace hemisphaerica là một loài thực vật có hoa trong họ Anh thảo. Loài này được Ludlow mô tả khoa học đầu tiên năm 1956.